# Dronningens Pakhus
Dronningens Pakhus er en fredet bindingsværksbygning der ligger på Havnegade 73 i Nakskov, der blev opført i 1589, og det er dermed byens ældste verdslige bygning. Den blev opført af enkedronning Sophie til opbevaring af korn. Den blev udvidet i midten af 1600-tallet og er siden blevet renoveret flere gange. I dag er den dog i meget dårlig stand, og bliver ikke brugt.

## Historie
Dronningens Pakhus blev opført omkring 1589-1591, og det blev bygget som en del af et større gårdkompleks, men dog kun i én etage. En stor del af materialerne stammer fra den ældste hovedbygning på Halsted Kloster 6 km øst for Nakskov.
Det blev bygget på ordre fra Frederik 2.'s enke Sophie af Mecklenburg, der således har lagt navn til bygningen. Enkedronningen fik tildelt hele Lolland-Falster, heriblandt Nykøbing Slot og Halsted Kloster, hvor hun drev landbrug. Pakhuset blev brugt til opmagasinering af korn, høstet på dronning Sophies jord, for så at blive udskibet fra Nakskov når det var solgt.
I 1656 byggede mane pakhuset 13-14 fag længere, og det er således kun de 16-17 fag længst ned mod havnen, der stammer fra dronning Sophies tid. Gavlen mod syd blev muret op på ny i sidste halvdel af 1800-tallet.
I 1965 blev bygningen fredet.
Pakhuset har både fungeret som diskotek og som beboelse, men i dag står bygningen tom. Efter en besigtigelse i 2011
konkluderede Center for Bygningsbevaring i Kulturstyrelsen, at bygningen var i meget dårlig stand, særligt fordi at den ikke var blevet vedligeholdt længe. Man vurderede at en total istandsættelse ville koste omkring 8 mio. kr.
I et forslag fra byudviklingsprojektet Byrum i Nakskov vil man renovere bygningen og indrette den som koncert- og kulturhus. Allerede i 2014 havde et udvalg nedsat for at fejre Naksovs jubilæum i 2016, foreslået en udvendig renovering, for at forbedre byrummets udseende.

## Beskrivelse
Bygningen er i dag i to stokværk, og den er 30 fag langt. Tavlerne er gulkalkede mens træværket er malet sort. Den grundmurede gavl mod syd er opført i gule mursten.
Hele bygningen har et rødt tegltag, der dog er af nyere dato (omkring 20-30 år gamle), da de er maskinfremstillede med tagpap under. I den nordlige ende er taget valmet. Indenfor har man flere steder været nødsaget til at opsætte jernbeslag til at holde ydervæg og bjælkelag sammen. Mod øst findes et bevaret hejseværk og tre porte.